# 蓝宝石般的被害妄想少女
《蓝宝石般的被害妄想少女》是由馄饨仙人開發的一款推理解密視覺小說，遊戲分章節發佈，首章於2017年6月在橙光上架，2018年11月28日遊戲登陸Steam。遊戲講述一位檢察官章芳语，可以通過妄想的方法，以旁觀者身份回到過去的案發現場，她利用這個能力偵查一宗十幾年前的搶劫殺人案。

## 遊戲玩法
《蓝宝石般的被害妄想少女》是一部帶有推理解密元素的視覺小說，故事採用視覺小說方式推進。玩家遊玩時需要閱覽屏幕上所顯示的文本以了解故事情節和人物之間的對話，這些文字會與人物的立繪和背景一同出现，用以表示對話的對象。對話對象的立繪會隨著對話進行而變化，根據對話的内容做出不同動作或表情，在部分場景中會遇見代替背景和人物立繪的電腦圖像。在調查章節，大部分章節玩家會以李美源或章芳語視角進行遊戲，期間可從不同角色手上獲得情報，還可以在案發現場收集相關證據；在法庭審判章節，玩家扮演檢察官章芳語，需要利用手上的情報和證據，推進案件，回應犯人辯護律師的質詢。遊戲提供三種遊玩模式，分別是「小說模式」、「遊玩風格」和「寫實模式」，遊玩難度依次上升，調查和法庭審判時會增加一些限時小遊戲。

## 劇情

### 主要角色
李美源 / 章芳语
故事女主角，是前琴珊港首富李国富之女。中學時，父親因貪污被捉捕，逃往加拿大，留下李美源和妻子章红霞兩人在當地。章红霞在賭博揮霍完所有積蓄，不久患上精神病自殺身亡。母親走後，李美源患上抑鬱症和妄想症，在夏梧和同學乔其飞與韩彤幫助下，慢慢恢復正常。在發現自己其實是夏梧女兒後，改成夏梧給自己起的名字「章芳语」。大學就讀政法大學，畢業後成為琴珊港最年輕的檢察官。受到過去的妄想症影響，可以在閱讀案件所有後，模擬當時的情景，梳理案情。
夏梧
反社会人格連環殺人犯。幼時作為養子，遭受養父虐待，養父死後和養父兒子王若到琴珊港討生活，兩人以打零工和盜竊為生，夏梧期間認識章红霞。某次盜竊中夏梧失手殺人，嫁禍給王若，王若被判死刑處死。不久，夏梧也因為屢次盜竊被關到勞教所。1996年嚴打期間，琴珊港出現「连环出租车司机被害案」，當地警方為了盡快結案，用嚴刑逼嫌疑人夏梧和于灵宝認罪。兩人在刑車運輸意外中成功逃亡，兩人之後組隊逃回琴珊港，改名換姓生活。在一次幫派衝突中，兩人加入邵喜忠旗下幫派，初期負責販毒，後來負責恐嚇李国富家人。藉此夏梧再見章芳语，察覺到李美源是自己女兒，開始暗中保護李美源。夏梧殺死了騷擾李美源的石磊，隨後設計讓邵喜忠兒子患上毒癮，借警方之手打擊邵喜忠，暴露後，逃亡到香港。
于灵宝
內蒙古出身，在琴珊港打工期間因「连环出租车司机被害案」被補，被嚴刑逼宮認罪。在刑車運輸意外中與夏梧一同逃亡，成為生死之交，在女友杨慧幫助下，兩人在琴珊港改名換姓生活。杨慧在服裝店打工時，被老闆陈海东的夫人污衊成小三。夏梧建言給陈海东一點教訓，夥同于灵宝和牛強搶劫陈海东店鋪，期間夏梧殺死了陈海东，嫁禍於牛強。後因與夏梧設計邵喜忠兒子一事，逃亡到故鄉內蒙古。
邵喜忠
現琴珊港首富，統領琴珊港當地黑社會，由於手段高明，當地警方一直無法獲得逮捕他的證據。

### 故事
故事發生在一個架空的中國城市「琴珊港」。隨著1998年「九塔路商业街抢劫杀人案」的犯罪嫌疑人牛強於2014年落網，庭審在當地法院召開。新任檢察官章芳語負責該案件，她閱讀了案件所有資料，通過「妄想」，在庭審中推斷出牛強不是獨自犯案，牛強也當場翻供，指出還有夏梧和于灵宝兩人犯案，案件押後再審，警方開始尋找另外兩名疑犯的下落。
不久，2008年「琴珊港市第二中学绑架案」的嫌疑人杜明超投案自首，章芳語通過「妄想」還原案件，推斷杜明超不可能完成如此周密的犯罪，章芳語向杜明超問話後，確認他受到「何東」指導，當時只想捉弄石磊。在杜明超提供的線索下，警方在琴湖找回當時遺棄的手機，從手機錄音中確認嫌疑人何東和夏梧是同一人。警方調查發現，何東過去在邵喜忠旗下保安隊工作，高層寄望此事能挖出邵喜忠的犯罪證據。適逢邵喜忠旗下保安隊吴小军剛出獄後被捕，吴小军為了獲得邵喜忠幫助，在看守所自首是2003年「广东东隅袭警杀人案」犯人，受邵喜忠指使作案。警方雖然感覺事有蹊蹺，但是打算將計就計獲得搜查令，章芳語通過「妄想」還原案件，發現吴小军證詞多個漏洞。當面質詢下，吴小军也自認是為了拉邵喜忠下水而編造案情，章芳語說服警方按程序作業，撤回搜查令請求，就吴小军提供的其他證據，按部就班進行調差。邵喜忠不日親身到警局提交何東相關資料，他無懼警方的質問，他算準批出限制他出境的法令尚有時日，自白將在不日出國。就在對方即將逃離法網之際，他的律師张林在機場出手扣下邵喜忠證件，讓邵喜忠錯過離境航班，接受後面警方審訊。
警方根據邵喜忠提供的何東相關資料，找到案件其中一個參與者于灵宝祖籍是內蒙古，專案組趕赴內蒙古捉捕于灵宝，由於于灵宝當時已經患有癌症，允許保外就醫，沒有關進監獄。案件主犯夏梧也有充分證據確認，但是警方找不到對方的蹤跡。章芳语利用過去夏梧留下的電話聯絡夏梧，希望夏梧能自首。

## 開發及發行
《蓝宝石般的被害妄想少女》是馄饨仙人創作的第二部作品，在完成《恒水中学连环虐杀》不久後，馄饨仙人就打算寫一個「以极端反社会罪犯为主角的自传体故事」。遊戲劇本共56萬字，故事時間橫跨30年，有很多1990年代的社會細節和內容。遊戲中涉及的法律知識，馄饨仙人大多是從觀看中央电视台社会与法频道節目得知，小部分來自百科全書、高中物理課本和《名侦探柯南》。故事中出現的案件大多有現實原型，如主要角色夏梧和于灵宝兩人遭遇的原型是聂树斌案和呼格吉勒圖案。為了避免劇情過於沉悶，馄饨仙人會在劇情和設定中加入誇張和搞笑元素，如帶有日式中二風格的對話，喜歡女裝的男律師等等。還有在講述複雜的案件時，會採用閃回、心理描寫等方式控制敘事節奏。
遊戲玩法參考了逆轉裁判系列，也有致敬系列中律師在審判中拍案的經典橋段，後續有玩家反饋這些橋段不符合遊戲背景，馄饨仙人又刪掉這些橋段。角色設計方面，馄饨仙人表示只寫現實中存在的人，故大多數角色都有現實原型，同時為了區分角色，每個角色都會有一個鮮明的個性特徵。由於缺乏開發資金，加上免費美術素材難以復現劇情細節，故本不擅作畫的馄饨仙人兼任遊戲的美術，包括角色立繪、背景和道具等。
遊戲分章節發佈，2017年6月，遊戲首個章節在橙光上發佈。故事主線劇情馄饨仙人早有腹稿，雖然連載期間有玩家猜測出後續劇情，但是馄饨仙人不會為了給玩家驚喜，而調整劇情，而是繼續按照既定計劃創作。遊戲全篇共11章，2018年8月18日發佈最終章。2018年11月28日遊戲在Steam發佈。2024年2月2日，由二三玖陆工作室創作，改編自遊戲的同名漫畫在Bilibili漫畫上連載。

## 評價
遊戲劇情方面，觸樂編輯陈静給予了很高的評價，她稱讚遊戲劇情體驗「酣畅淋漓」，如同「一部精彩的写实连续剧」。遊戲各類細節都有明顯的「中国味道」，與同類的推理遊戲作出差異化，全篇採用的叙述性诡计，不時給人「出乎意料」的體驗。indienova評論員枫丹白露認為遊戲的敘事特點是故事中的「妄想」設計，藉著女主角的妄想症，可以讓女主角隨時在任何場景登場，而且不違反敘事邏輯。不過這種設計，一旦玩家跟不上節奏，就會感覺很混亂。此外，角色的情感表達很直接，導致他對角色的印象很少有轉變，缺乏「遐想空间」。indienova另一位評論員方程表示作品在精神疾病患者的描述上與主流的偵探小說差不多，他直言女主角精神病的描述「妖魔化」，不過他也很羨慕女主角那種率性的生活方式。
遊戲美術評價一般，4399評論員砍间表示作品畫面簡單，畫風「有些粗糙」，角色立繪也很簡陋，對話期間的變化不大。解密內容的小遊戲設計評價偏向負面，砍间認為小遊戲難度太高，陈静也表示這些內容「烦到头痛」。

## 外部連結
- 《蓝宝石般的被害妄想少女》在視覺小說數據庫的頁面 （英文）
- 官方网站